# Grupo JJ Abdalla
Grupo JJ Abdalla foi uma das maiores corporações privadas da história brasileira, constituído por J.J. Abdalla a partir dos anos 20. As mais conhecidas empresas do grupo foram Cimento Perus, Banco Interestadual e as indústrias têxteis Japi, Argos, Young e Fábrica de Tecidos Carioba
Empresas do grupo entre 1920 e 1989
- Agro Imobiliária Avanhandava S/A
- Argos Industrial
- Banco da Capital
- Banco Interestadual
- Cimento Perus
- Companhia Agrícola e Pastoril Fazenda Rio Pardo S/A
- CBC Industrias Pesadas ou Companhia Brasileira de Caldeiras S/A
- Companhia Brasileira de Oléos Minerais S/A
- Companhia Brasileira de Projetos e Empreendimentos S/A CIBRAPE
- Companhia Fazenda Jacutinga S/A
- Companhia Fiação de Tecidos Confiança S/A
- Companhia Gráfica e Editorial Comarca S/A
- Companhia Mineração da Ribeira Ltda.
- Companhia Paulista de Celulose S/A COPACE
- Companhia União Fabril S/A
- Companhia Urano de Capitalização S/A
- Ferrovia Perus-Pirapora
- Fábrica de Artefatos de Ferro S/A FAF
- Fábrica de Cal Gato Preto S/A
- Fábrica de Papel Carioca S/A
- Fábrica de Tecidos Carioba S/A[3], sucedida por Agro Imobiliária Jaguari S/A[4]
- Frigorífico Guapeva S/A
- Indústria Têxtil Cosmopolita S/A
- Indústrias JJ Abdalla S/A
- Lanifício Paulista S/A
- Moinho Jundiaí S/A
- Predial Corcovado S/A
- S/A Central de Imóveis e Construções
- Socal S/A Mineração e Intercâmbio Industrial
- Têxtil L'affit
- Usina Miranda Agrícola e Industrial S/A
- Usina São José S/A Açúcar e Álcool
- Young S/A Indústria e Comércio